# 모투 클루브
모투 클루브 지 상루이스(포르투갈어: Moto Club de São Luís)는 짧게 모투 클루브라고도 불리며, 1937년 9월 13일에 창단한 브라질의 축구단으로, 마라냥주의 상루이스를 연고로 한다. 2018년 현재 브라질 축구 4부 리그인 캄페오나투 브라질레이루 세리이 D에 참가하고 있다. 모투 클루브의 최대 라이벌은 삼파이우 코헤아 FC이다.

## 역사
모투 클루브는 시클루 모투의 이름을 따 지어졌다. 본래는 사이클이나 모터사이클 스포츠에 참가하기 위해 창단되었으나, 막상 모투 클루브는 축구단으로 가장 유명해졌다. 1939년 홈 구장 이스타지우 산타 이사베우가 개장된 이후, 창단 당시 주의 유일하게 경기장을 소유한 클럽으로써, 대회에서 뛰어난 성적을 이어나갔다. 1944년부터 1950년까지 캄페오나투 마라녠시에서 7회 연속 우승을 하는 업적을 쌓았고, 이는 마라냥주에서 지금까지 유일하게 7회 연속 기록을 세운 팀으로 남아 있다. 1972년 기존의 산타 이사베우 경기장이 무너지면서, 상루이스의 재정부에 의해 새로운 카스텔랑 경기장 개설을 승인받았다.

## 대회 경력
- 캄페오나투 마라녠시
  - 우승 (25) : 1944, 1945, 1946, 1947, 1948, 1949, 1950, 1955, 1959, 1960, 1966, 1967, 1968, 1974, 1977, 1981, 1982, 1983, 1989, 2000, 2001, 2004, 2006, 2008, 2016
- 캄페오나투 마라녠시 세리이 B
  - 우승 (2) : 2010, 2013

## 선수 명단

### 현역
- 마르시오(2018, 2021 ~ )